# Vermelho allura AC
Vermelho allura AC é um corante azoico vermelho que é comercializado por diversos nomes, incluindo: Vermelho Allura, Vermelho Alimento 17, C.I. 16035, Vermelho FD&C, sal dissódico do ácido 6-hidroxi-5-((2-metoxi-5-metil-4-sulfofenil)azo)-2-naftalenossulfônico, e 6-hidroxi-5-((2-metoxi-5-metil-4-sulfofenil)azo)-2-naftalenossulfonato dissódico. É usado como um corante para alimentos e é classificado com o número E E129. 